# Larinopoda soyauxi
Larinopoda soyauxi är en fjärilsart som beskrevs av Herman Dewitz 1879. Larinopoda soyauxi ingår i släktet Larinopoda och familjen juvelvingar. Inga underarter finns listade i Catalogue of Life.